# Théorème de Cartan-von Neumann
Pour les articles homonymes, voir Théorème de Cartan.

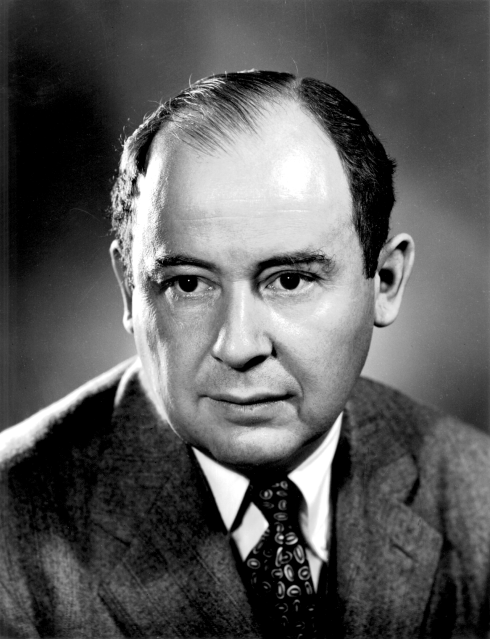
John von Neumann démontre en 1929 le théorème dans le cas des groupes linéaires.

En mathématiques, le théorème de Cartan-von Neumann, ou théorème du sous-groupe fermé, est un théorème de la théorie des groupes de Lie. Soit H un sous-groupe fermé d'un groupe de Lie G, alors H est un groupe de Lie dont la structure différentielle (et donc la topologie du groupe) est déduite de celle de G par plongement de groupes de Lie,,. C'est l'un des nombreux résultats connus sous le nom de théorème de Cartan, publié pour la première fois en 1930 par Élie Cartan, qui s'est inspiré de la preuve de John von Neumann de 1929 d'un cas particulier pour les groupes de transformations linéaires.
Un sous-groupe de Lie plongé H ⊂ G est fermé donc un sous-groupe est un sous-groupe de Lie plongé si et seulement s'il est fermé. De manière équivalente, H est un sous-groupe de Lie plongé si et seulement si sa topologie de groupe est égale à sa topologie induite par celle de G.

## Aperçu
Soit {\displaystyle G} être un groupe de Lie d'algèbre de Lie correspondante {\displaystyle {\mathfrak {g}}}, et {\displaystyle H} un sous-groupe fermé arbitraire de {\displaystyle G}. Il faut montrer que {\displaystyle H} est une sous-variété lisse plongée dans {\displaystyle G}. La première étape consiste à identifier un candidat pour l’algèbre de Lie de {\displaystyle H}, c'est-à-dire l'espace tangent de {\displaystyle H} en l'identité. La difficulté est qu'aucun hypothèse de lissité n'est faite sur {\displaystyle H} et il n'est donc pas clair comment définir son espace tangent. On définit l'« algèbre de Lie » {\displaystyle {\mathfrak {h}}} de {\displaystyle H} par{\displaystyle {\mathfrak {h}}=\left\{X\mid e^{tX}\in H,\,\,\forall t\in \mathbb {R} \right\}.}Il n'est pas difficile de montrer que {\displaystyle {\mathfrak {h}}} est une sous-algèbre de Lie de {\displaystyle {\mathfrak {g}}}. En particulier, {\displaystyle {\mathfrak {h}}} est un sous-espace de {\displaystyle {\mathfrak {g}}}, que l’on pourrait espérer être l’espace tangent de {\displaystyle H} en l'identité.
Le point est de montrer que {\displaystyle {\mathfrak {h}}} capture en fait tous les éléments de {\displaystyle H} suffisamment proches de l’identité. Autrement dit, il est nécessaire de prouver le lemme suivant :
Lemme — Soit un petit voisinage {\displaystyle U} de l'origine dans {\displaystyle {\mathfrak {g}}} tel que l'application exponentielle envoie {\displaystyle U} de manière difféomorphique sur un voisinage {\displaystyle V} de l'identité dans {\displaystyle G}, et soit {\displaystyle \log :V\to U} l'inverse de l'application exponentielle. 
Alors il existe un voisinage {\displaystyle W\subset V} tel que si {\displaystyle h} appartient à {\displaystyle W\cap H}, alors {\displaystyle \log(h)} appartient à {\displaystyle {\mathfrak {h}}}.
On peut écrire tout élément {\displaystyle g\in W} (pas nécessairement dans {\displaystyle H}) comme {\displaystyle g=e^{X}} pour {\displaystyle X=\log(g)}, ce sont les coordonnées exponentielles. Le lemme, une fois établi, dit que (en coordonnées exponentielles, {\displaystyle X} correspond à un point dans {\displaystyle H} précisément si {\displaystyle X} appartient à {\displaystyle {\mathfrak {h}}\subset {\mathfrak {g}}} . Or {\displaystyle {\mathfrak {h}}} es un sous-espace de {\displaystyle {\mathfrak {g}}}, cela signifie que {\displaystyle {\mathfrak {h}}\subset {\mathfrak {g}}} est localement l'inclusion {\displaystyle \mathbb {R} ^{k}\subset \mathbb {R} ^{n}}, avec {\displaystyle k=\dim({\mathfrak {h}})} et {\displaystyle n=\dim({\mathfrak {g}})}. Ainsi, dans un système de coordonnées correct, {\displaystyle H\subset G} ressemble localement à {\displaystyle \mathbb {R} ^{k}\subset \mathbb {R} ^{n}}, qui est une condition suffisante.
Il convient de noter que Rossmann montre que pour tout sous-groupe {\displaystyle H} de {\displaystyle G} (pas nécessairement fermé), l'algèbre de Lie {\displaystyle {\mathfrak {h}}} de {\displaystyle H} définie plus haut  est une sous-algèbre de Lie de {\displaystyle {\mathfrak {g}}}. La composante identité de {\displaystyle H} est une sous-variété immergée de {\displaystyle G} mais pas plongée.
En particulier, le lemme énoncé ci-dessus n’est pas valable si {\displaystyle H} n'est pas fermé.

## Exemple de sous-groupe non fermé

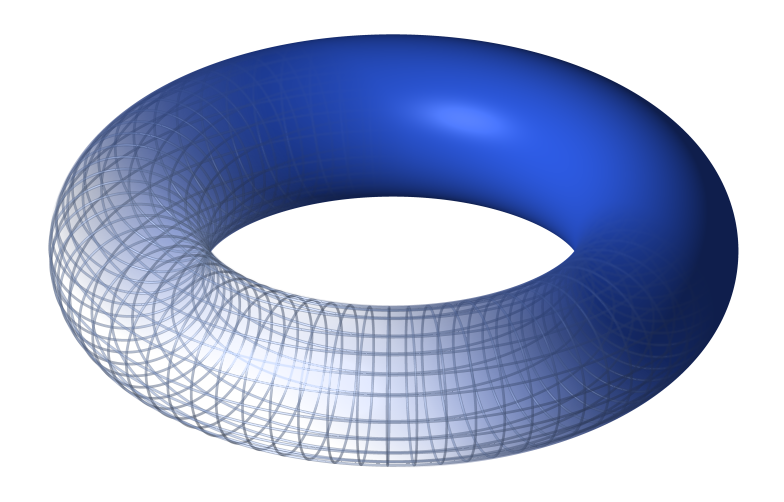
Le tore. Imaginez une hélice courbée disposée sur la surface représentant. Si est rationnelle, l'hélice se refermera sur elle-même en (1, 1) après p rotations en φ et q rotations en θ. Si a est irrationnel, l’hélice s’enroule indéfiniment autour de.

Soit G tore et un sous-groupe fermé en hélice enroulé autour du tore :{\displaystyle G=\mathbb {T} ^{2}=\left\{\left.{\begin{pmatrix}e^{2\pi i\theta }&0\\0&e^{2\pi i\phi }\end{pmatrix}}\right|\theta ,\phi \in \mathbb {R} \right\},}et{\displaystyle H=\left\{\left.{\begin{pmatrix}e^{2\pi i\theta }&0\\0&e^{2\pi ia\theta }\end{pmatrix}}\right|\theta \in \mathbb {R} \right\}{\text{d'algèbre de Lie }}{\mathfrak {h}}=\left\{\left.{\begin{pmatrix}i\theta &0\\0&ia\theta \end{pmatrix}}\right|\theta \in \mathbb {R} \right\},}avec a irrationnel. Alors H est dense dans G et donc non fermé. Un petit sous-ensemble ouvert pour la topologie induite τind de H est composé d'une infinité de segments de droite presque parallèles à la surface du tore. En particulier H n'est pas localement connexe par arcs. Dans la topologie du groupe H, les petits ouverts sont des portions de courbe unique à la surface du tore et H est localement connexe par arcs. Le groupe (H, τind) n'est pas un groupe de Lie.
D'autre part l’injection ι : (H, τg) → G est une immersion injective analytique, mais pas un homéomorphisme, donc n'est pas un plongement.

## Applications
En raison du théorème, certains auteurs choisissent de définir les groupes de Lie linéaires comme sous-groupes fermés de GL(n, R) ou GL(n, C). Dans ce cadre, on prouve que tout élément du groupe suffisamment proche de l'identité est l'exponentielle d'un élément de l'algèbre de Lie. (La preuve est pratiquement identique à la preuve du théorème des sous-groupes fermés présentée ci-dessous. ) Il s'ensuit que chaque sous-groupe fermé est une sous-variété plongée de GL(n, C).
Théorème — Si H ⊂ G est un sous-groupe de Lie fermé, alors l'espace quotient G/H a une unique structure de variété analytique réelle (en) telle que l'application de quotient π:G → G/H est une submersion analytique. L'action à gauche donnée par g1 ⋅ (g2H) = (g 1g2)H transforme G/H en un G-espace homogène.
Le théorème des sous-groupes fermés simplifie désormais considérablement les hypothèses, élargissant a priori la classe des espaces homogènes. Chaque sous-groupe fermé donne un espace homogène.

## Conditions de fermeture
Quelques conditions suffisantes pour que H ⊂ G soit fermé, donc un groupe de Lie intégré, sont données ci-dessous.
- Tous les groupes classiques sont fermés dans GL(F, n), où F est {\displaystyle \mathbb {R} }, {\displaystyle \mathbb {C} }, ou {\displaystyle \mathbb {H} }, les quaternions.
- Un sous-groupe localement fermé est fermé[16]. Un sous-groupe est localement fermé si chaque point a un voisinage dans U ⊂G tel que H ∩ U est fermé dans U.
- Si H = AB = {ab | a ∈ A, b ∈ B}, où A est un groupe compact et B est un ensemble fermé, alors H est fermé[17].
- Si G est simplement connexe et {\displaystyle {\mathfrak {h}}\subset {\mathfrak {g}}} est un idéal, alors le sous-groupe de Lie connexe d'algèbre de Lie {\displaystyle {\mathfrak {h}}} est fermé[18].